# Château de Pesmes
Le château de Pesmes est un château situé à Pesmes, en France.

## Description
Le château et ses dépendances sont situés au sud du village sur un promontoire qui domine l'Ognon d'une vingtaine de mètres.

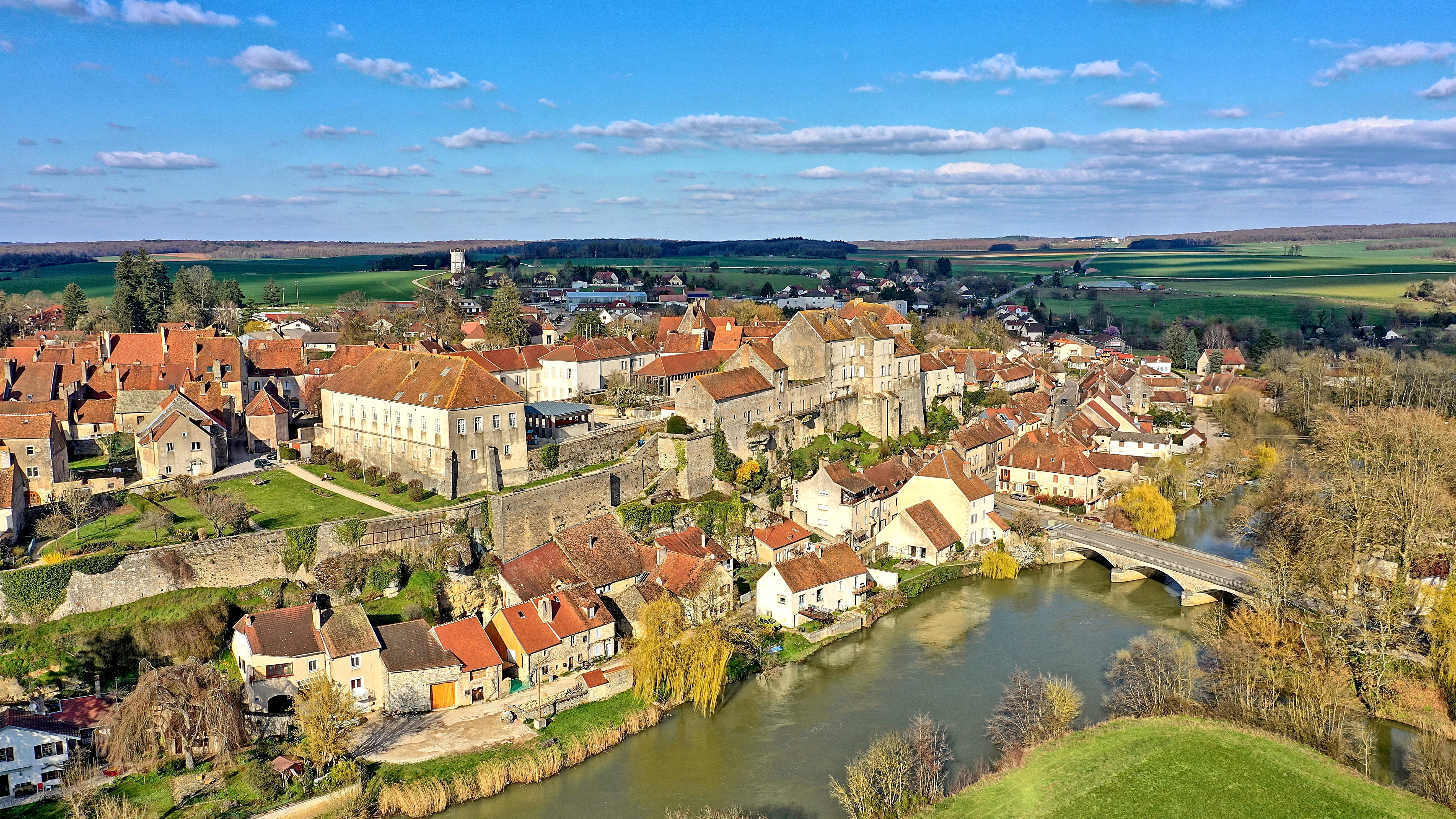
Le château au-dessus de l'Ognon.

## Localisation
Le château est situé sur la commune de Pesmes, dans le département français de la Haute-Saône.

## Historique
L'édifice est inscrit au titre des monuments historiques en 1989.